# 開封市
開封市（かいほうし、簡体字: 开封市; 繁体字: 開封市; 拼音: Kāifēng; ウェード式: K'aifeng）は、中華人民共和国の河南省東部に位置する地級市。中国でも最も歴史が古い都市の一つであり、歴史上幾度も首都（戦国魏、北宋等で）とされた。11世紀から12世紀にかけて世界最大級の都市であった。
西安 (長安)、洛陽、北京、南京、杭州と共に六大古都、更に安陽、鄭州を加えて八大古都とも称される。

## 歴史
開封（宋の名：東京）の名の由来は春秋時代に遡り、当時この地方を支配していた鄭の荘公が現在の開封の近くに城を築き、そこに啓封と名づけた事から始まる。後に前漢の景帝（劉啓）を避諱して、同義の開の字に改められた。
戦国時代には魏の領域であり、大梁と名づけられて首都となった。しかし秦の攻撃で落城した際に、都市も荒廃した。
前漢の時代に武帝の弟の梁王劉武が封じられたこともあったが、後漢から三国時代の魏にかけての時期には郊外の陳留が陳留郡の郡治と位置づけられるなど、さほど重要視される都市ではなかった。東魏時代には梁州、北周時代には汴州（べんしゅう）と呼ばれた。
隋代になり、大運河が開通すると一気にこの都市の重要性は高まり、南からやってくる物資の大集積地として栄えた。
その後の唐末期に首都長安は荒廃し、それに代わってこの都市が全中国の中心地となり、唐から簒奪した朱全忠はここを首都として後梁を建てた。
その後の五代政権も後唐を除いて全てこの地を首都とし、後周により汴州と改称された。

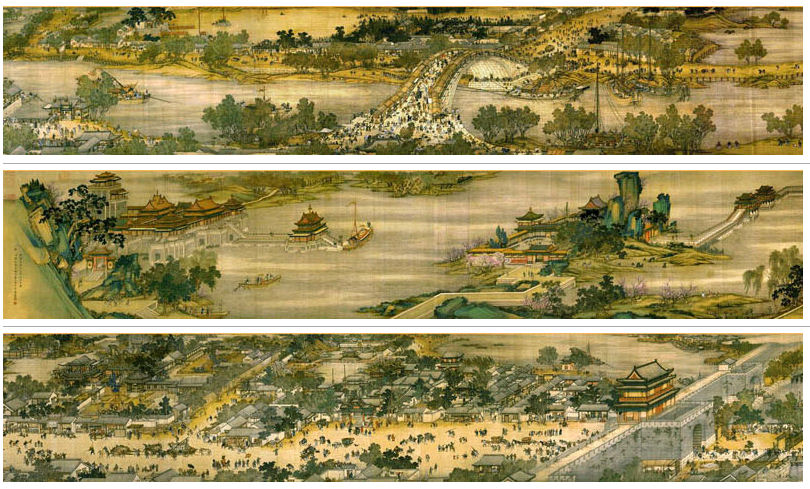
清院本清明上河図

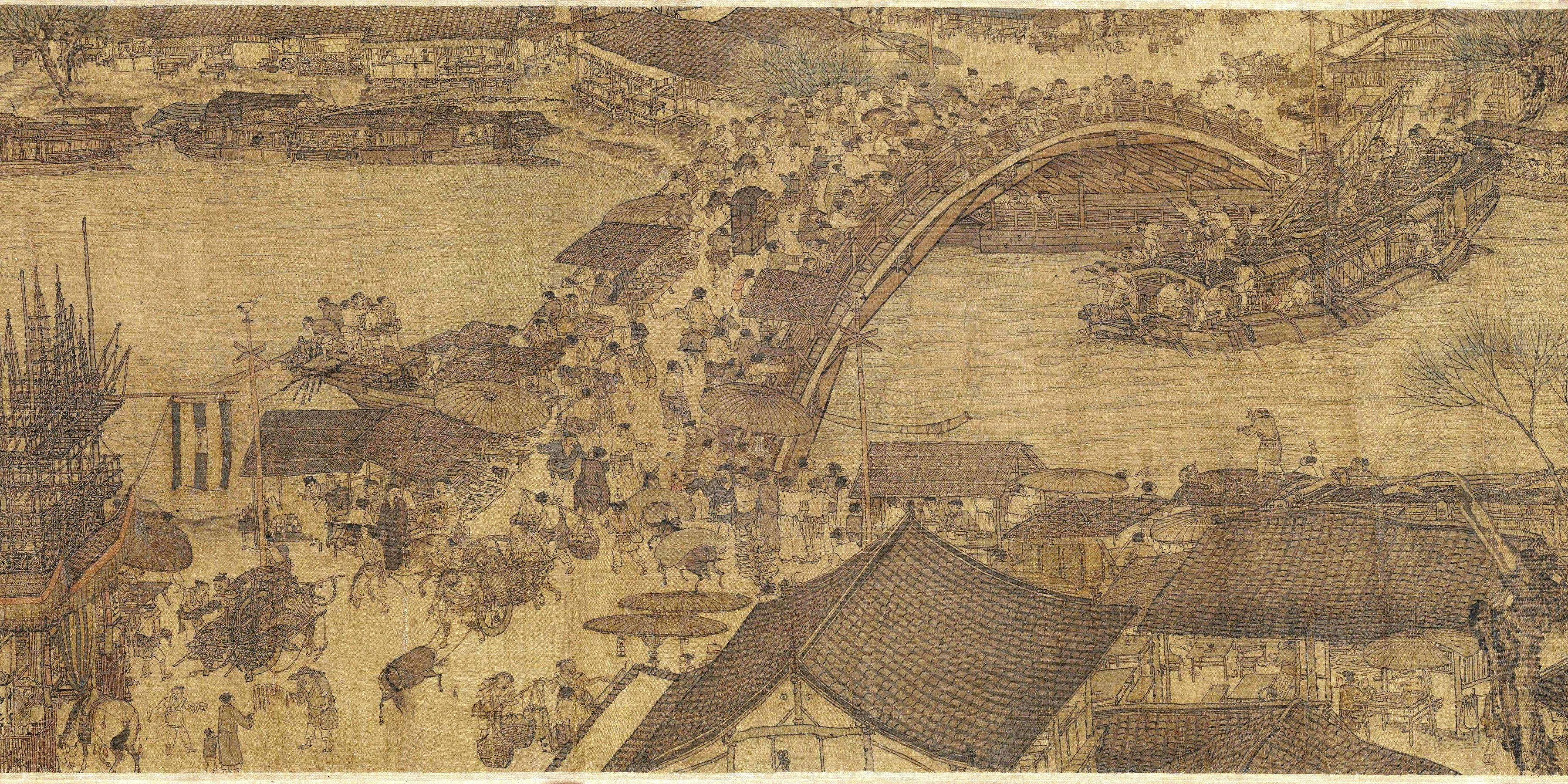
清明上河図（12世紀）

その後、趙匡胤の建てた宋では、汴州を「東京開封府」（開封府）と称して、ここを国の首都とした。
開封府は拡張され、3重の城壁が都市を取り囲んだ。大運河の一部も引き込まれ、水運によって米を始めとした大量の物資が江南地方より運び込まれ、開封には国中の物資が集まるようになり、ここにおいて開封は空前の繁栄期を迎えることとなった。交通の障害となる区画同士の壁は取り払われ、庶民の夜間通行も許可され、空いている土地には必ず屋台が立ち並び大道芸、講談などが行われ、昼夜を問わず飲食店には人々が集い、酒や茶を飲んだ。上流階級や更にはペットにまで食事を配達する事業も存在した。その繁栄振りは『東京夢華録』・『清明上河図』に記されている。
北方の金が開封を占領し南宋と対峙すると、首都の座を失うとともに南北分断によって大運河も荒廃し、3重の城壁のうち外の2つは放棄される。
モンゴル帝国により攻められて領土の大半を奪われた金は、この地に遷都して抵抗を続けたが、程なく滅ぼされた。
金と元では首都は北京（中都・大都）に置かれ、開封はあくまで河南の中心地に留まる。また元が中国を統一すると、杭州と大都を短絡する形で大運河が再建され、開封は新たな大運河から外れた。
明代には周王府が置かれ壮麗な建築物があったが黄河の大氾濫により土中に没した。清朝に周王府の跡に龍亭が建てられた。
その後の明・清でも変わらず河南省の省都とされたが、日中戦争中の1938年6月から1945年8月まで日本軍に占領された。中華人民共和国が誕生すると省都の地位を鄭州に奪われた。現在の開封は観光地として栄えている。
現在の都市の下には明代の都市が眠っており、その下には宋代の都市があり、全部で6層が積み重なっていると2004年2月に発表された。このようなことになっているのは黄河がたびたび氾濫したゆえである。
首都であった期間

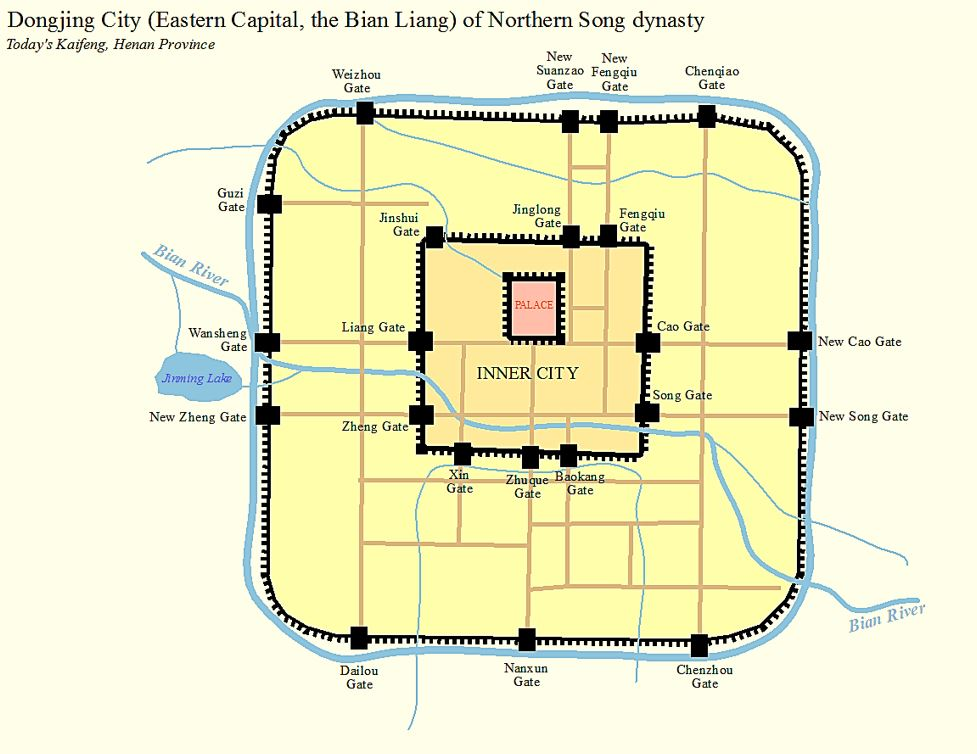
北宋時代の開封。三重の守り新城（外城）・旧城（裏城）・宮城（大内）に守られている。王宮のあった場所は、現在は龍亭公園と呼ばれている。

- 夏 - 第7代帝予-第12代帝扃、当時の名称は老丘
- 杞 （？-？）
- 魏（梁、紀元前361年 - 紀元前225年） - 当時の名称は大梁
- 五代十国時代
  - 後梁（913年 - 923年）
  - 後晋（923年 - 946年）
  - 後漢 (五代)（947年 - 950年）
  - 後周（951年 - 960年）
- 宋（960年 - 1127年）東京開封府
- 金（1214年 - 1233年）南京開封府

## 行政区画
5市轄区・4県を管轄下に置く。
- 市轄区：
  - 鼓楼区・龍亭区・順河回族区・禹王台区・祥符区
- 県：
  - 尉氏県・蘭考県・杞県・通許県

| 開封市の地図                                                             |
| ------------------------------------------------------------------------ |
| 龍亭区 順河 回族区 鼓 楼 区 禹 王 台 区 祥符区 杞県 通許県 尉氏県 蘭考県 |

### 年表
この節の出典

#### 開封市(第1次)
- 1949年10月1日 - 中華人民共和国河南省開封市が発足。一区から七区までの区が成立。(7区)
- 1950年3月9日 (5区)
  - 一区が二区・四区に分割編入。
  - 五区が一区に改称。
  - 六区・七区が合併し、郊区が発足。
- 1953年5月18日 - 二区・四区の各一部が合併し、回族区が発足。(6区)
- 1955年11月26日 (5区)
  - 一区が鼓楼区に、三区が龍亭区にそれぞれ改称。
  - 二区・四区が合併し、南関区が発足。
- 1956年5月4日 - 郊区が鼓楼区・龍亭区・回族区・南関区に分割編入。(4区)
- 1958年12月8日 - 開封市が開封専区に編入。

#### 陳留専区
- 1949年10月1日 - 中華人民共和国河南省陳留専区が成立。陳留県・開封県・中牟県・尉氏県・通許県・杞県・蘭封県・考城県・洧川県が発足。(9県)
- 1952年6月27日 - 陳留県・開封県・中牟県・尉氏県・通許県・杞県・蘭封県・考城県・洧川県が鄭州専区に編入。

#### 開封地区
- 1955年1月17日 - 鄭州専区が開封専区に改称。(13県)
- 1957年5月31日 - 陳留県が開封県に編入。(12県)
- 1958年4月2日 - 滎陽県・鞏県の各一部が合併し、鄭州市上街区となる。(12県)
- 1958年12月5日 (1市21県)
  - 鞏県・滎陽県・密県・登封県・新鄭県が鄭州市に編入。
  - 商丘専区商丘市・商丘県・寧陵県・睢県・民権県・柘城県・虞城県・夏邑県・永城県・淮陽県・鹿邑県・太康県・項城県・沈丘県・鄲城県を編入。
- 1958年12月8日 - 開封市を編入。開封市が県級市に降格。(2市21県)
- 1959年10月1日 - 開封県が開封市に編入。(2市20県)
- 1960年1月7日 - 通許県が尉氏県に編入。(2市19県)
- 1960年8月15日 (2市17県)
  - 商丘県が商丘市に編入。
  - 寧陵県が睢県に編入。
- 1961年10月5日 (2市20県)
  - 開封市の一部が分立し、開封県が発足。
  - 商丘市の一部が分立し、商丘県が発足。
  - 睢県の一部が分立し、寧陵県が発足。
- 1961年12月19日 (1市11県)
  - 商丘市・商丘県・寧陵県・淮陽県・太康県・永城県・睢県・虞城県・鹿邑県・鄲城県・項城県・柘城県・沈丘県・民権県・夏邑県が商丘専区に編入。
  - 鄭州市鞏県・滎陽県・密県・登封県・新鄭県を編入。
- 1961年12月25日 - 開封市が地級市の開封市に昇格。(11県)
- 1962年10月20日 - 尉氏県の一部が分立し、通許県が発足。(12県)
- 1963年3月23日 - 東明県が山東省菏沢専区に編入。(11県)
- 1969年3月15日 - 開封専区が開封地区に改称。(11県)
- 1971年11月8日 (9県)
  - 滎陽県が鄭州市に編入。
  - 開封県が開封市に編入。
- 1977年3月 - 開封市開封県を編入。(10県)
- 1977年10月28日 - 蘭考県が商丘地区に編入。(9県)
- 1980年8月18日 - 商丘地区蘭考県を編入。(10県)
- 1982年8月13日 - 密県の一部が分立し、鄭州市新密区となる。(10県)
- 1983年9月1日 
  - 鞏県・新鄭県・密県・登封県・中牟県が鄭州市に編入。
  - 開封県・蘭考県・尉氏県・通許県・杞県が開封市に編入。

#### 開封市(第2次)
- 1961年12月25日 - 開封専区開封市が地級市の開封市に昇格。南関区・鼓楼区・龍亭区・順河回族区・郊区が成立。(5区)
- 1968年 (5区)
  - 南関区が紅旗区に改称。
  - 鼓楼区が紅光区に改称。
  - 龍亭区が紅星区に改称。
  - 順河回族区が紅衛区に改称。
- 1971年11月8日 - 開封地区開封県を編入。(5区1県)
- 1972年5月20日 (5区1県)
  - 紅旗区が南関区に改称。
  - 紅光区が鼓楼区に改称。
  - 紅星区が龍亭区に改称。
  - 紅衛区が順河区に改称。
- 1977年3月 - 開封県が開封地区に編入。(5区)
- 1980年8月19日 - 順河区が順河回族区に改称。(5区)
- 1983年9月1日 - 開封地区開封県・蘭考県・尉氏県・通許県・杞県を編入。(5区5県)
- 2005年5月30日 (5区5県)
  - 郊区の一部が龍亭区・順河回族区・鼓楼区に分割編入。
  - 南関区・開封県の各一部が鼓楼区に編入。
  - 南関区の残部・郊区の一部が合併し、禹王台区が発足。
  - 郊区の残部および竜亭区・鼓楼区・開封県の各一部が合併し、金明区が発足。
- 2014年9月9日 (5区4県)
  - 開封県が区制施行し、祥符区が発足。
  - 龍亭区・金明区が合併し、龍亭区が発足。
- 2021年9月14日 - 祥符区の一部が蘭考県に編入。(5区4県)

## 交通
開封市は沿岸部と内陸部の中間に位置し、全国的な交通の要衝である鄭州市から約70kmの所に位置する。

### 鉄道
“ユーラシア横断鉄道”の一部である隴海線と徐蘭高速鉄道が市内を横断する他、鄭開都市間鉄道が通じる。高速鉄道は鄭州東駅で京広高速鉄道に、徐州東駅で京滬高速鉄道に接続する。
- 開封駅
  - 隴海線、鄭開都市間鉄道（中国語版）の駅で、市街地に位置する。同駅と鄭州東駅の間は都市間鉄道で30～45分[4]、鄭州新鄭国際空港に隣接する新鄭機場駅の間は約1時間[5]であり、いずれも乗り換えは不要である。

- 開封北駅
  - 徐蘭旅客専用線の駅で、市街地北郊に位置する。

### 道路

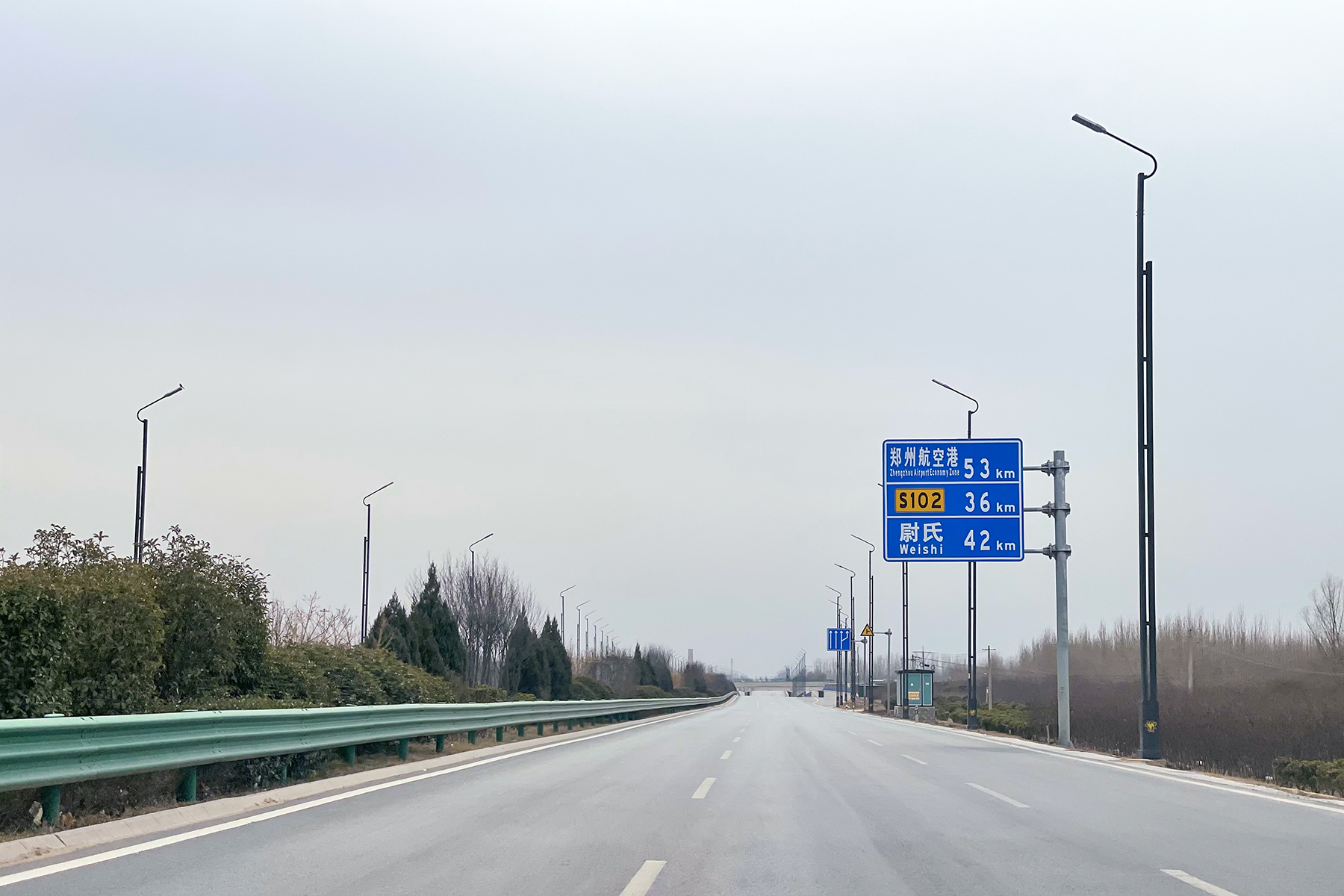
G230国道（開封市）

連霍高速道路やG310国道が開封の東西を通り抜けるように設置されている。大広高速道路やG106国道が開封の南北を通り抜けるように設置されている。G230国道が市の西側にある。

### 航空
鄭州新鄭国際空港が利用できる。

## 観光名所

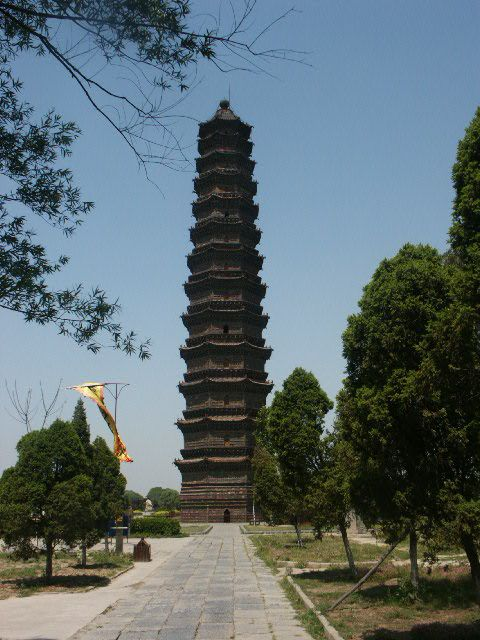
開宝寺塔

歴史があり、また中国四大奇書の水滸伝の舞台ともなった地であることから名所が数多い。
- 開宝寺塔（1049年に建立された仏塔。元は開宝寺という寺院の舎利塔であったが、寺は崩壊し、この塔だけが残っている。）
- 山陝甘会館（中国語版）（清代に商人たちの同郷組合の建物として建てられた）
- 延慶観（中国語版）（元代に作られた道観（道教の寺院））
- 繁塔（中国語版）（974年に建立された仏塔。天清寺という寺院の舎利塔として建てられ、現在は塔のみが残っている。）
- 北宋東京城遺跡（中国語版）
- 開封城壁（中国語版）（現存するのは清の時代に造ったもの。さほど完全ではないが古い開封の市内区を一周に11.4km残っている。
- 龍亭（明代に建てられた宮殿）
- 大相国寺（中国語版）（555年建立）
- 禹王台（夏の禹王を称えて作られた廟）
- 宋都御街（宋代の商店街を再現して作られた町）
- 清明上河園（中国語版）（『清明上河図』に描かれた街並みを再現したテーマパーク）
- 包公祠（宋代の著名な役人包拯を祭ったもの）
- 礬楼（宋代のものを再現した店）
- 岳飛廟（南宋の武将岳飛を祭ったもの）
- 興国寺塔（中国語版）
- 張良墓（張良の墓）
- 鹿台崗遺跡

文化
- 開封書店街（书店街） - 龍亭公園から南東にある一角で、北宋の時代には「高头街」と呼ばれ、宮城の近くであったことから賑わい豊かな商店街であった。清朝の時代から書店街と改名し古書店街として著名となった。

## 姉妹都市・友好都市
- ウィチタ（アメリカ合衆国カンザス州）[6]
- 戸田市（日本）[6]
- 伊賀市（日本）[6]
- 伊勢市（日本）[6]
- 下諏訪町（日本）[6]
- 永川市（大韓民国）[6]
- キルヤト・モツキン（イスラエル）[6]

## 舞台とした作品
北宋の都だったことから、多く時代劇や歴史小説の舞台になっている。詳しくはCategory:開封を舞台とした作品を参照。